# Kattara
Kattara (vagy Karana, óasszír Qaṭṭarā, újasszír Zamaḫe) az ókori Asszíria települése, a mai Tell el-Rimah. Ninivétől nem messze, attól nyugat-délnyugati irányban, Assurtól észak-északnyugatra az óasszír kereskedelem egyik kárum rangú városa, később fontos közigazgatási központ.

## Története
1850-ben talált az ókori tellre Austen Henry Layard, aki Ninive és Nimrud feltárását is megkezdte. Seton Lloyd 1938-ban felméréseket végzett, de ásatást nem. 1964-ig nem is volt több kutatás a területen, ekkortól 1971-ig folytak feltárások David Oates vezetésével.
A település legkorábbi szintjeit még nem tárták fel, ezért a korai megtelepedési fázis még nem ismert. A legrégebbi leletek a Kanis Ib. rétegével egyidős agyagtáblák az i. e. 2. évezred első feléről. Ezek alapján lehet feltenni, hogy az egykorú, máshonnan előkerült táblákon szereplő Kattara azonos Tell el-Rimah dombjával.

## Óasszír kor
Bonyodalmat okoz, hogy Zimrí-Lim idejében Karana néven szerepel a helyi dokumentumokban. Lehetséges, hogy Kattarának csak a királyi palotát nevezték, amelyben Hadnu-rabi lakott, aki I. Samsi-Adad vazallusa volt. Asszíriának Hammurapival szembeni konfliktusa alkalmat adott Hadnu-rabi utódjának, Askur-Adadnak az önállóság visszaszerzésére és befolyási övezetének kiterjesztésére. Az óasszír-kori önállóságot az Óbabiloni Birodalom kialakulása szüntette meg. Iltani királynő levéltára szerint Akba-Hammu Hammurapi adófizetője volt.
A település ekkor egy 600 méter átmérőjű, azaz 100 hektárnál nagyobb területen álló, fallal körülvett királyi rezidencia volt. Az egész egy templom köré szerveződött, amely talán Istár temploma volt. A közelében zikkurat is állt, és a palota. Innen került elő a diplomáciai és adminisztratív levéltár, emellett külön Iltani királynő levéltára. Az egyik legjelentősebb építészeti lelet az ekkorra datálható téglaboltozat.

## Középasszír kor
A középasszír korban hosszú ideig Babilon fennhatósága alatt állt, majd az Óbabiloni Birodalom és az óhettita korban a Hettita Birodalom összeomlása után Mitanni területéhez tartozott. Ekkor újabb paloták épültek és felújították a központi templomot is. E templomban talált közigazgatási jellegű dokumentumok alapján Asszíria I. Sulmánu-asarídu idején szerezte vissza a várost. Ettől kezdve asszír tartományi központ lett. A középasszír kor végén az arameus vándorlás során Asszíria jelentősége csökkent, a város fokozatosan elnéptelenedett.

## Újasszír kor
Valószínűleg egy lakatlan periódus után került újra asszír uralom alá. E feltevést a névváltozás is megerősíti. Ettől kezdve Zamahe volt a neve. Zamahe az i. e. 9. századtól ismét tartományi központ lett. III. Adad-nirári idején, Nergal-eres kormányzása alatt a korábbi főtemplom mellett új templom épült, amelyet Adad istennek szenteltek. Asszíria bukása után, az i. e. 7. századtól fokozatosan elnéptelenedett, és nem települt már újra.

## Ismert önálló uralkodói
- Szamu-Adad; i. e. 1780 körül
- Hadnu-rabi (vagy Hatnu-rabi); i. e. 1770 körül
- Askur-Adad; i. e. 1770 körül (Szamu-Adad fia)
- Bini-sakim; Askur-Adad fia, talán csak trónörökös
- Akba-hammu; trónbitorló
- Iltani; i. e. 1770 körül, Askur-Adad nővére

## Külső hivatkozások
- Kingdoms of Mesopotamia: Qattara